# 髙木大成
髙木 大成（たかぎ たいせい、1973年12月7日 - ）は、東京都八王子市出身の元プロ野球選手（内野手、外野手、捕手）、野球解説者。
現役時代は西武ライオンズ（現：埼玉西武ライオンズ）でプレーし、引退後は西武の球団職員として活動した。2011年12月から2017年3月まではプリンスホテルに勤務した。

## 経歴

### 少年期から高校時代
両親が福岡県出身で、福岡県の平和台野球場を本拠地球場としていた西鉄ライオンズの後身である西武ライオンズの本拠地である西武ライオンズ球場（現：ベルーナドーム）に髙木をよく野球観戦に連れて行っていたことから、髙木自身も西武のファンになる。小学2年からリトルリーグで野球を始めた。中学では「八王子リトルシニア」に所属し、チームメイトの1学年上に同じくプロ野球選手となった遠藤政隆や、お笑い芸人の渡部建（アンジャッシュ）がいた。このころから東京六大学リーグでプレーすることを考えていた。リトルリーグでは投手と捕手を務めていたが、捕手として試合を組み立てることに面白さを感じていたという。桐蔭学園高校では厳しい指導を受けた監督の土屋恵三郎から「自分が出会った中で一番の捕手」、横浜商業高校監督の古屋文雄からは「神奈川ナンバー1捕手」とそれぞれ評された。2年時には、1学年下の国学院久我山の井口忠仁からライバル視されており、関東を代表するスラッガーに成長していた。なお、3年時のチームメイトには、1学年下に副島孔太、2学年下に高橋由伸がいた。
1991年の夏の甲子園では、土屋の方針で一番打撃の良い髙木が1番打者を務め、1回戦の熊本工業戦において、試合開始直後に中堅へ初球本塁打になろうかという大飛球を放った。続く2回戦の柳ヶ浦高校戦は終盤戦に髙木の適時二塁打を皮切りに連打を浴びせた桐蔭が快勝。3回戦の鹿児島実業戦はサヨナラ負けに終わったものの、相手ベンチの状況からヒットエンドランを察知、また牽制球で2度走者を刺している。終盤のピンチに三塁線の打球を巡って「ファウルではないか」と審判に抗議したことが「高校野球らしくない」と批判を浴びる場面もあった。大会後には高校選抜メンバーに選出され、松井秀喜らとともにアメリカ遠征に参加。代表チームのキャプテンおよび正捕手として抜擢された。
同年のプロ野球ドラフト会議を前に日本ハムファイターズなど数球団からドラフト1位候補としてその名を挙げられていたが、東京六大学へ進むため、指名を辞退し、慶應義塾大学総合政策学部にAO入試で入学。このドラフト辞退はマスコミに取り上げられ話題となった。

### 大学時代
打って走れる捕手の目標としていた伊東勤と同じ背番号27を背負う。1年時は授業を重視しあまり野球に打ち込まなかったが、2年時に外野手として、3、4年時に捕手としてベストナインに選ばれる。3年時には44年ぶりの天覧試合となった春季リーグ戦（対早稲田大学2回戦）の初回に本塁打を放ち、4年時には主将として背番号10を着けた。大学ではリーグ通算95試合で103安打・13本塁打・61打点・打率.286、歴代最多の27二塁打を記録。1994年アジア大会決勝の対韓国戦（広島市民球場）では、後に読売ジャイアンツに入団する趙成珉から決勝本塁打を放った。
1995年のプロ野球ドラフト会議では複数球団から勧誘されていたが、自身が西武ファンであり、ポスト伊東として評価していた西武ライオンズを逆指名し、入団。入団時の入団発表および記者会見は単独で行われたが、これは西武ライオンズ球団では清原和博以来となる異例の厚遇であった。背番号は10。

### プロ時代
入団当時は当時の正捕手であった伊東勤がレギュラーポジションを確固たるものとしており、伊東には憧れの気持ちしか沸いてこなかったという。1年目の1996年は主に捕手として起用されたが、出場機会が打撃練習での調子が良い時に限られていたため「捕手として使ってもらえるよう頑張らなければ」と決意を語った。同年伊東は同年92試合の出場にとどまり「東尾修さんが監督になった95年のドラフトで西武は1位で髙木大成を指名した。私が劣っているところは何もないと思っていたが96年のシーズンに入るとよく先発から外された。コーチからの何の説明もない。こちらから聞くといつもお前を推してるんだけど。また怒りに火が付いた。」と当時を振り返っている。
翌1997年、打力を生かすため一塁手への転向を言い渡されるが、打って走れる捕手にこだわりを持つ髙木は悩んだ末に捕手を諦め、打撃に専念することを決意した。この年は3番打者として130試合に出場、打率.295・64打点・24盗塁の好成績を記録し、一塁手としてゴールデングラブ賞を受賞した。4月15日の対日本ハムファイターズ戦では、プロ入り初の満塁本塁打をランニングホームランで記録した。
1998年の春季キャンプでは三塁手へコンバートされたが、シーズン開幕後は前年同様に一塁手として起用され、チームのパ・リーグ連覇に貢献、ゴールデングラブ賞を2年連続で受賞。打撃成績では、打率は.276と若干低下したものの、自己最多の17本塁打・84打点を記録した。
1999年の春季キャンプで右足首靱帯を断裂。翌年以降も左膝や右手首など怪我が相次ぎ、年々出場機会が減少する。その間、三塁手や二塁手へのコンバートに挑戦したものの、レギュラーポジションを奪うには至らなかった。2000年からは左翼手として起用されることが多くなる。2003年には4試合連続本塁打を記録するなど復活の兆しを見せるが、同年オフに手術した右腕の回復具合が思わしくなかったことから2004年はプロ入り初の一軍試合出場なしに終わった。
翌2005年もわずか13試合の一軍出場にとどまり、同年10月31日に現役引退を発表。通算56本塁打中、5本の満塁本塁打を記録した。

### 現役引退後
引退後、当時西武ライオンズ球団の親会社であったコクド（後の西武グループ再編に伴いプリンスホテルへ吸収合併）へ入社、球団へ出向する形で営業部ファンサービスチームに在籍した。球団職員に就任したのちはファン層拡大に尽力し、入社1年目の2006年に球団公式サイト内に自身のコーナー「TAISEI LABORATORY（大成ラボ）」を開設、従来は球団からの一方的な情報発信サイトであった公式サイトにおいて、ファンとの双方向交流を目的としてアンケート企画などを実施した。その後は西武鉄道の鉄道車両を用いたラッピング電車の運行、球団CMの作成、西武鉄道の駅構内に掲示する選手ポスターの作成などを手がけたほか、西武ライオンズの本拠地である西武ドームにおける公式試合開催時には球場へ足を運び、ファンの求めに応じてサインをするなど自身も積極的にファンとの交流機会を設けた。
前年度に球団として26年ぶりのBクラスへ転落し、また球団の選手スカウティングに関わる不祥事から球団存続の危機が噂された2008年には、「球団事業のあり方を根底から見直す」目的で3ヵ年の事業計画を上司とともに策定し、専門知識を持つ人材を外部から招聘するなど球団改革に注力した。
その後球団広報部PR担当を経て、2011年12月にプリンスホテルへ異動。高輪・品川マーケティング戦略マネージャーとして、高輪・品川地区に立地する系列ホテルの回遊施策に携わっていた時期もあった。一方で2016年に行われた西武ライオンズの宮崎県南郷キャンプでは、応援ツアー案内役や選手とのトークショーで司会役を務めるなど、球団業務にも引き続き従事している。
2017年4月にプリンスホテルから再度西武ライオンズへ異動。球団事務所での勤務となったほか、主にマスメディア担当となり球団映像の制作・販売や『LIONS BASEBALL L!VE』のゼネラルプロデューサーも務めている。2019年からはテレ玉の野球解説者として活動を開始し（2019年4月2日・西武対ロッテ戦から出演）、2020年からはフジテレビTWO・BS朝日の解説者として出演している。
2021年9月10日の西武対オリックス戦には『文化放送ライオンズナイター』のゲスト解説者として出演している。2022年時点では放映権と肖像権を扱うライツビジネス事業部部長。

## 選手としての特徴・人物
シュアで勝負強い打撃と複数ポジションをこなす高いユーティリティー性を武器に活躍。1997～98年は主に3番・一塁を任され、リーグ二連覇に大きく貢献した。
甘いマスクの持ち主で、現役時代は女性ファンが多く、「レオの貴公子」、「レオのプリンス」、「プリンス・オブ・レオ」と呼ばれた。
1998年の日本シリーズでは第1戦の前々日から頭痛や関節炎に悩まされるほど体調が悪く、試合当日も38℃の高熱を押して出場。6回表の打席で横浜ベイスターズのエース野村弘樹から本塁打を放つ。その後の8回表には四球で出塁し、二盗に成功したが三盗に失敗。試合も敗戦した。髙木は「必ずセーフにならないといけなかった。もし、あの試合に勝っていたら、日本一になれたかもしれない」と振り返っている。

## 詳細情報

### 年度別打撃成績
| 年 度     | 球 団     | 試 合 | 打 席 | 打 数 | 得 点 | 安 打 | 二 塁 打 | 三 塁 打 | 本 塁 打 | 塁 打 | 打 点 | 盗 塁 | 盗 塁 死 | 犠 打 | 犠 飛 | 四 球 | 敬 遠 | 死 球 | 三 振 | 併 殺 打 | 打 率 | 出 塁 率 | 長 打 率 | O P S |
| --------- | --------- | ----- | ----- | ----- | ----- | ----- | -------- | -------- | -------- | ----- | ----- | ----- | -------- | ----- | ----- | ----- | ----- | ----- | ----- | -------- | ----- | -------- | -------- | ----- |
| 1996      | 西武      | 80    | 251   | 234   | 34    | 65    | 11       | 0        | 4        | 88    | 24    | 3     | 2        | 3     | 1     | 12    | 0     | 1     | 34    | 1        | .278  | .315     | .376     | .691  |
| 1997      | 西武      | 130   | 532   | 474   | 75    | 140   | 27       | 4        | 7        | 196   | 64    | 24    | 7        | 6     | 4     | 47    | 2     | 1     | 62    | 11       | .295  | .357     | .414     | .771  |
| 1998      | 西武      | 134   | 586   | 504   | 70    | 139   | 26       | 2        | 17       | 220   | 84    | 15    | 13       | 7     | 8     | 66    | 1     | 1     | 68    | 12       | .276  | .356     | .437     | .792  |
| 1999      | 西武      | 110   | 413   | 360   | 51    | 98    | 15       | 3        | 7        | 140   | 54    | 13    | 5        | 5     | 2     | 44    | 2     | 2     | 43    | 10       | .272  | .353     | .389     | .742  |
| 2000      | 西武      | 94    | 374   | 316   | 47    | 74    | 18       | 2        | 9        | 123   | 44    | 3     | 4        | 9     | 0     | 47    | 1     | 2     | 66    | 3        | .234  | .337     | .389     | .726  |
| 2001      | 西武      | 67    | 210   | 192   | 22    | 40    | 13       | 1        | 4        | 67    | 18    | 5     | 4        | 0     | 2     | 15    | 0     | 1     | 29    | 5        | .208  | .267     | .349     | .616  |
| 2002      | 西武      | 36    | 72    | 65    | 9     | 13    | 0        | 0        | 2        | 19    | 8     | 2     | 0        | 2     | 0     | 5     | 0     | 0     | 16    | 1        | .200  | .257     | .292     | .549  |
| 2003      | 西武      | 56    | 136   | 118   | 16    | 28    | 3        | 2        | 6        | 53    | 20    | 2     | 0        | 0     | 3     | 15    | 0     | 0     | 25    | 1        | .237  | .316     | .449     | .765  |
| 2005      | 西武      | 13    | 22    | 17    | 1     | 2     | 1        | 0        | 0        | 3     | 3     | 0     | 1        | 0     | 1     | 4     | 0     | 0     | 5     | 0        | .118  | .273     | .176     | .449  |
| 通算：9年 | 通算：9年 | 720   | 2596  | 2280  | 325   | 599   | 114      | 14       | 56       | 909   | 319   | 67    | 36       | 32    | 21    | 255   | 6     | 8     | 348   | 44       | .263  | .336     | .399     | .735  |

- 各年度の太字はリーグ最高

### 年度別守備成績
| 年 度 | 捕手  | 捕手  | 捕手  | 捕手  | 捕手  | 捕手     | 捕手  | 捕手     | 捕手     | 捕手     | 捕手     | 一塁  | 一塁  | 一塁  | 一塁  | 一塁  | 一塁     | 二塁  | 二塁  | 二塁  | 二塁  | 二塁  | 二塁     | 外野  | 外野  | 外野  | 外野  | 外野  | 外野     |
| 年 度 | 試 合 | 刺 殺 | 補 殺 | 失 策 | 併 殺 | 守 備 率 | 捕 逸 | 企 図 数 | 許 盗 塁 | 盗 塁 刺 | 阻 止 率 | 試 合 | 刺 殺 | 補 殺 | 失 策 | 併 殺 | 守 備 率 | 試 合 | 刺 殺 | 補 殺 | 失 策 | 併 殺 | 守 備 率 | 試 合 | 刺 殺 | 補 殺 | 失 策 | 併 殺 | 守 備 率 |
| ----- | ----- | ----- | ----- | ----- | ----- | -------- | ----- | -------- | -------- | -------- | -------- | ----- | ----- | ----- | ----- | ----- | -------- | ----- | ----- | ----- | ----- | ----- | -------- | ----- | ----- | ----- | ----- | ----- | -------- |
| 1996  | 59    | 377   | 30    | 3     | 3     | .993     | 6     |          |          |          |          | -     | -     | -     | -     | -     | -        | -     | -     | -     | -     | -     | -        | -     | -     | -     | -     | -     | -        |
| 1997  | 4     | 18    | 3     | 0     | 1     | .967     | 1     |          |          |          |          | 107   | 860   | 65    | 7     | 66    | .992     | -     | -     | -     | -     | -     | -        | 4     | 3     | 0     | 1     | 0     | .750     |
| 1998  | 1     | 3     | 0     | 0     | 0     | 1.000    | 0     |          |          |          |          | 133   | 1096  | 78    | 10    | 99    | .992     | -     | -     | -     | -     | -     | -        | -     | -     | -     | -     | -     | -        |
| 1999  | -     | -     | -     | -     | -     | -        | -     | -        | -        | -        | -        | 99    | 782   | 76    | 5     | 69    | .994     | -     | -     | -     | -     | -     | -        | -     | -     | -     | -     | -     | -        |
| 2000  | -     | -     | -     | -     | -     | -        | -     | -        | -        | -        | -        | 63    | 3631  | 29    | 5     | 30    | .987     | -     | -     | -     | -     | -     | -        | 56    | 55    | 0     | 0     | 0     | 1.000    |
| 2001  | -     | -     | -     | -     | -     | -        | -     | -        | -        | -        | -        | 7     | 7     | 1     | 0     | 0     | 1.000    | -     | -     | -     | -     | -     | -        | 49    | 54    | 1     | 0     | 0     | 1.000    |
| 2002  | -     | -     | -     | -     | -     | -        | -     | -        | -        | -        | -        | 6     | 15    | 1     | 0     | 2     | 1.000    | -     | -     | -     | -     | -     | -        | 9     | 8     | 0     | 0     | 0     | 1.000    |
| 2003  | -     | -     | -     | -     | -     | -        | -     | -        | -        | -        | -        | 20    | 92    | 7     | 0     | 7     | 1.000    | 2     | 1     | 0     | 0     | 0     | 1.000    | -     | -     | -     | -     | -     | -        |
| 2005  | -     | -     | -     | -     | -     | -        | -     | -        | -        | -        | -        | 1     | 0     | 0     | 0     | 0     | -        | -     | -     | -     | -     | -     | -        | -     | -     | -     | -     | -     | -        |
| 通算  | 64    | 398   | 33    | 3     | 4     | .993     | 7     |          |          |          |          | 436   | 3215  | 257   | 27    | 273   | .992     | 2     | 1     | 0     | 0     | 0     | 1.000    | 118   | 120   | 1     | 1     | 0     | .992     |

### 表彰
- ゴールデングラブ賞：2回（1997年、1998年、※一塁手部門）
- JA全農Go・Go賞：1回（2000年8月、※最多二・三塁打賞）

### 記録
初記録
- 初出場：1996年3月31日、対近鉄バファローズ2回戦（西武ライオンズ球場）、9回裏に奈良原浩の代打として出場
- 初先発出場：1996年4月7日、対福岡ダイエーホークス2回戦（福岡ドーム）、7番・捕手として先発出場
- 初安打：同上、3回表にホセ・ヌーニェスから
- 初打点：同上、4回表にホセ・ヌーニェスから適時打
- 初本塁打：1996年5月15日、対日本ハムファイターズ7回戦（東京ドーム）、2回表に岩本勉からソロ
- 初盗塁：1996年7月7日、対千葉ロッテマリーンズ14回戦（西武ライオンズ球場）、2回裏に二盗（投手：伊良部秀輝、捕手：田村藤夫）

その他の記録
- オールスターゲーム出場：3回（1997年 - 1999年）

### 背番号
- 10 （1996年 - 2005年）